# Верхньовербізька сільська рада
| Верхньовербізька сільська рада — орган місцевого самоврядування у Коломийському районі Івано-Франківської області з адміністративним центром у с. Верхній Вербіж. Історична дата утворення: в 1940 році. Водоймища на території, підпорядкованій даній раді: річка Лючка. Сільській раді підпорядковані населені пункти: - с. Верхній Вербіж — населення — 1 510 осіб; площа — 7,85 км²; засновано в 1443 році. |

## Склад ради
Рада складається з 16 депутатів та голови.

### Керівний склад ради
| ПІБ                         | Основні відомості                                                             | Дата обрання | Дата звільнення |
| --------------------------- | ----------------------------------------------------------------------------- | ------------ | --------------- |
| Андрійчук Віктор Васильович | Сільський голова, 1969 року народження, освіта                                | 26.03.2006   | 31.10.2010      |
| Андрійчук Віктор Васильович | Сільський голова, 1969 року народження, освіта незакінчена вища, безпартійний | 31.10.2010   |                 |

Примітка: таблиця складена за даними джерела